# Мюзен, Овид
Овид Мюзен (фр. Ovide Musin; 22 сентября 1854, Нандрен — 30 октября 1929, Бруклин) — бельгийский скрипач и композитор.
Учился в Льежской консерватории у Дезире Хейнберга, занимался также в классе камерного ансамбля под руководством Жака Дюпюи, составив квартет с Сезаром Томсоном, Альфредом Массо и альтистом Артюром Гиде. Получив в 1870 г. золотую медаль, играл в курортном оркестре Остенде под руководством Жана-Батиста Синжеле. По окончании Франко-прусской войны отправился в Париж совершенствовать своё мастерство в классе Юбера Леонара.
Приобрёл известность, прежде всего, как ансамблист. С 1875 г. руководил струнным квартетом, специализируясь на исполнении новейшей музыки, — в частности, квартет популяризировал во Франции камерные сочинения Иоганнеса Брамса. В 1880 г. исполнил премьеру Первого фортепианного квартета Габриэля Форе, с автором в партии фортепиано, альтистом Луи ван Вафельгемом и виолончелистом Эрманно Мариотти. Как солист гастролировал по всему миру, включая Японию, Китай, Индонезию и Филиппины; в 1882 г. посетил Россию (вместе с певицей Селией Требелли), проехав с концертами от Гельсингфорса до Одессы. В 1891 г. в Нью-Йорке женился на певице Анне Луизе Таннер. На рубеже 1890—1900-х гг. некоторое время вёл класс скрипки в Льежской консерватории, затем окончательно обосновался в Нью-Йорке, открыв собственную музыкальную школу.
Мюзену принадлежит четыре сборника упражнений для скрипки, ряд салонных пьес. В 1920 г. он опубликовал книгу воспоминаний (англ. My Memories: A half-century of adventures and experiences and globe travel written by himself).
Имя Мюзена носит площадь в Нандрене (фр. Place Ovide Musin), бывшая площадь Батти, на которой стоял дом, где Мюзен родился. На площади установлен бюст музыканта.